# Саут Дејтона (Флорида)
Саут Дејтона (енгл. South Daytona) град је у америчкој савезној држави Флорида. По попису становништва из 2010. у њему је живело 12.252 становника.

## Демографија
Према попису становништва из 2010. у граду је живело 12.252 становника, што је 925 (7,0%) становника мање него 2000. године.
| Група             | 2000.          | 2010.         |
| Белци             | 11.407 (86,6%) | 9.862 (80,5%) |
| Афроамериканци    | 1.034 (7,8%)   | 1.336 (10,9%) |
| Азијати           | 159 (1,2%)     | 135 (1,1%)    |
| Хиспаноамериканци | 381 (2,9%)     | 672 (5,5%)    |
| Укупно            | 13.177         | 12.252        |